# Premi Lenin Komsomol

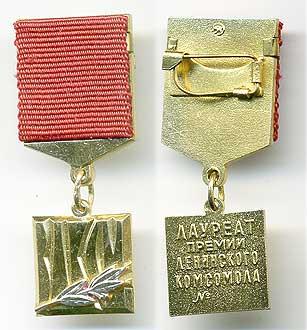
Anvers i revers de la insígnia

El premi Lenin Komsomol, rus: Премия Ленинского комсомола, fou un guardó atorgat a autors joves, membres de la Komsomol, així com a equips i organitzacions, per èxits destacats en el camp de la ciència, la tecnologia, la producció i la cultura, així com als individus que van mostrar els màxims èxits en la competició socialista de tota la Unió soviètica, que van mostrar iniciatives creatives.

## Història
Establerts per la resolució de la Mesa del Komsomol Comitè Central de 28 de març de 1966 i va ser inicialment concedit per a fites en el camp de la literatura, l'art, el periodisme i l'arquitectura. Posteriorment fou atorgat per èxits en altres àmbits:

### En el camp de la ciència i la tecnologia
Va ser fundada conjuntament amb el Comitè Estatal de Ciència i Tecnologia de la URSS, l'Acadèmia de Ciències de la URSS, el Ministeri d'Educació Especialitzada Superior i Secundària de la URSS, l'any 1967.
Encoratjar els joves científics, enginyers, estudiants graduats, professors universitaris, treballadors, agricultors i especialistes de l'economia nacional menors de 33 anys per a la recerca i noves solucions tècniques, que fan una contribució important al desenvolupament de la ciència soviètica i l'economia nacional (una profunda investigació teòrica en qüestions de Marxista-Leninista de la ciència i de l'economia, el treball en la creació i implementació dels processos tecnològics més avançats, materials, maquinària, producció avançada i l'experiència tècnica, tenen la seva gran importància econòmica). El treball va ser revisat per experts independents, el contingut de les ressenyes, els noms dels revisors i els llocs del seu treball eren de naturalesa tancada i els candidats no estaven informats, la revisió no es pagava i es veia com una manifestació d'atenció al jove cap al desplaçament científic, requeria una avaluació del nivell de treball sobre els mèrits, evitant que el text correspongués a certs requisits, "una contribució significativa", "un pas per resoldre el problema", "compleix els requisits de les condicions de la competència". Les deficiències existents es van especificar concretament. Hi va haver una oportunitat per organitzar una discussió pública sobre el treball.
La part monetària del premi és de 2.000 rubles per a l'equip.

### En el camp de la producció
des de 1971;

### Per a grans assoliments en l'activitat pedagògica
des de 1984;

### Per als grans assoliments en el treball
des de 1986.
Atorgat anualment, des de 1970 — cada dos anys el 29 d'octubre — el dia de la fundació del Komsomol.
El premi va ser nomenat per a persones menors de 35 anys. Com el Premi Lenin, el premi Lenin Komsomol no s'atorga de nou. Les representacions van ser signades pels ministres de les respectives àrees. Els premiats van rebre un diploma, una distinció i una recompensa en efectiu de 2500 rubles. En el camp de les obres públiques una llista dels guanyadors es van publicar a la premsa d'importància nacional. En el camp de les obres tancades, els ministres del govern de l'URSS van presentar el diploma i la insígnia, i les llistes de guanyadors no subjectes a publicacions.
El premi va finalitzar amb la dissolució de la Unió Soviètica.
A diferència dels Premis Lenin i estatals de l'URSS, els guardonats del Premi Lenin Komsomol a la Federació Russa no reben seguretat material addicional a l'hora de calcular una pensió. No obstant això, les organitzacions individuals van establir primes als salaris per als guanyadors d'aquest premi.
El decret presidencial de la Federació Russa del 30 de juliol de 2008 1144 "Sobre el Premi del President de la Federació Russa en el camp de les ciències i les innovacions per a joves científics" ha introduït un nou premi, que en el seu contingut es troba a prop del Premi Lenin Komsomol: en la seva competència pot ser proposat pels científics, acadèmics, educadors institucions d'educació superior, postgrau i doctorat, així com especialistes de diferents branques de l'economia, l'àmbit social, de la indústria de defensa, la contribució al desenvolupament de la ciència i la innovació nacional compleix amb els criteris especificats en la normativa per a la concessió del premi.

## Guanyadors del premi Lenin Komsomol
El primer guanyador d'aquest premi a la URSS va ser Nikolai Ostrovsky (a títol pòstum). En definitiva, per a diversos èxits van ser adjudicats a centenars de persones i equips:
- en el camp de la literatura, l'art, el periodisme i l'arquitectura;
- en el camp de la ciència i la tecnologia;
- per èxits en l'activitat pedagògica;
- per alta èxits en el treball.

## Premi Lenin Komsomol en les repúbliques de la Unió soviètica
- El Premi Lenin Komsomol d'Ucraïna amb el nom de NA Ostrovsky (establert el 1958)
- Premi Lenin Komsomol de Belarús (1967)
- Premi Lenin Komsomol de l'Uzbekistan (1967)
- Prima Lenin Komsomol del Kazakhstan (1964)
- Prima Lenin Komsomol de Geòrgia (1966)
- Premi Lenin Komsomol de l'Azerbaidjan (1966)
- Premi Literari Republicà Lenin Komsomol de Lituània (1966)
- Premi Lenin Komsomol de Moldàvia, nomenat per Boris Glavan (1967)
- Premi nacional Lenin Komsomol de Letònia (1969)
- Premi Lenin Komsomol del Kirguizstan (1967)
- Premi Lenin Komsomol del Tadjikistan (1966)
- Premi Lenin Komsomol d'Armènia (1967)
- Premi Lenin Komsomol del Turkmenistan (1968)
- Premi Lenin Komsomol d'Estònia (1968)

## Curiositats
El 1989, en l'onada de la Perestroika, el grup musical Nautilus Pompilius va ser guardonat amb el Premi Lenin Komsomol, però l'autor dels textos del grup Ilià Kormíltsev el va rebutjar.